# Северная Венгрия

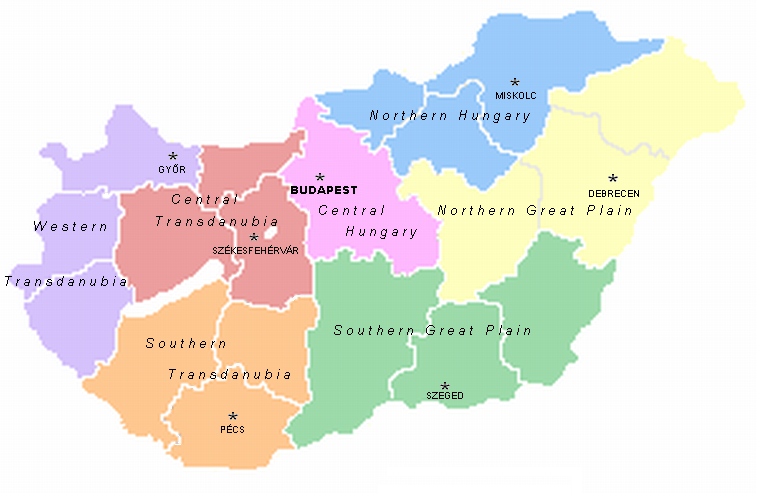
Регионы Венгрии

Северная Венгрия (венг. Észak-Magyarország) — статистический (NUTS 2) регион Венгрии, включающий медье Боршод-Абауй-Земплен, Хевеш, Ноград. На севере граничит со Словакией.
Площадь региона составляет 13 428 км². (четвёртый по площади регион Венгрии). Население — 1 194 697 человек (данные 2011 года). Уровень безработицы в 2001 году составлял 8 % (высший по стране).
Тяжёлая промышленность — наиболее развитая отрасль экономики Северной Венгрии. Перспективной отраслью считается туризм.
На территории региона находится самая высокая точка Венгрии — гора Кекеш. Расположенная на границе со Словакией пещера Барадла включена во Всемирное наследие ЮНЕСКО.

## Крупные города
- Мишкольц
- Эгер
- Шальготарьян